# Христо Јавашев
Христо Владимиров Јавашев (буг. Христо Владимиров Явашев; Габрово, 13. јун 1935 — Њујорк, 31. мај 2020) био је  бугарски сликар.

## Лични живот
Христо је рођен у Габрову, у Бугарској. Његов отац, Владимир Јавашев, био је бизнисмен и имао је фабрику тканина, а његова мајка, Цвета Димитрова, била је секретар на Академији лепих уметности у Софији. Професори са Академије који су посетили његову породицу приметили су Христов уметнички таленат док је још био веома млад. Христо је студирао сликарство на Академији у Софији од 1953. до 1956. године. Након тога отишао је у Праг, где је живео до 1957. године. Христо се затим одселио у Беч и уписао на Бечкој академији лепих уметности. После једног семестра тамо, отпутовао је у Женеву и преселио се у Париз 1958. Његов живот у Паризу карактерисале су финансијске недаће и друштвене изолације које су појачале његове проблеме у учењу на француском језику. Његови ранији радови потписивани су са "Христо".

## Брак
Христо и Жан Клод састали су се у октобру 1958. године. У почетку, Христа је привукла њена полусестра. Непосредно пре свог венчања, Жан Клод је затруднела са Христом. Христо и Жан Клод добили су сина Кирила (рођен 11. маја 1960 године). Године 1961. Христо и Жан Клод имали су своју прву сарадњу, покривена Бурад у луци Келну. У фебруару 1964. Христо и Жан Клод стигли су у Њујорк. После кратког повратка у Европу, одселили су се у САД у септембру те године. Иако су били сиромашни и без доброг познавања енглеског језика, Христо је приказао његов рад у неколико галерија, укључујући познату Кадтели галерију у Њујорку. Почео је да креира Сторфронтс, која је изграђена у правој размери.

## Рад
- Уљана бурад
- Документа 4
- Умотана обала
- Долина завеса
- Трчећа ограда
- Умотано шеталиште
- Окружена острва у Мајамију
- Сунцобрани, Јапан - САД
- Упакован Рајхстаг
- Умотана стабла
- Умотана Снупи кућа
- Капија
- Велики ваздушни пакет

### Уљана бурад
Жан Клод била је верник естетске лепоте уметничких дела, она је рекла "Ми желимо да створимо уметничка дела радости и лепоте, која ћемо градити јер верујемо да ће бити лепа". Жан Клод и Христо блокирали су Париз са зидом нафтних буради.

### Документа 4
Године 1968. Христо и Жан Клод имали су прилику да учествују на Документа 4 у Каселу. Поред скулптуре, Коридор Сторефронтс, пар је желео да изгради ваздушни пакет са запремином од 5.600 m³, који је видљив са удаљености од 25 km. Дана 24. јуна 1968. је био њихов први покушај да надувају ваздушни пакет, међутим није успео. После више покушаја и користећи две од највећих дизалица у Европи, пројекат је постао реалност августа 1968.

### Умотана обала
Крајем 1969. Жан Клод и Христо умотавају обалу у Сиднеју. 100 радника и 11 волонтера посветили су 17.000 радних сати за пројекат. Христо је замотао два и по километара обале и литице до 26 m високе. Уметничко дело било је веће од планине Рашмор, а посетиоци су ходали сат времена од једног краја до другог. Након почетног отпора власти и јавности, реакције су углавном биле позитивне, а дело је имало огроман утицај на уметност у Аустралији.

### Умотано шеталиште
Године 1977. Христо и Жан Клод су углавном плаћали банкарске кредите и покушавали да уштеде новац. Међутим, поред тога, наставили су да планирају будуће пројекте, као што је покривање пешачких стаза у граду Кансас. ПОкрили су 4,5 km пешачких стаза у парку, све у свему било је потребно 12 500 м најлона у жутој боји. Пешаци су уживали у уметничком делу две недеље у октобру. Трошкови пројекта износили су 130.000 долара.

### Окружена острва уМајамију
Христо и Жан Клод планирали су пројекат заснован на идеји Жан Клод да опколе једанаест острва у Мајамију са 603.850 m² плутајуће тканине. Пројекат је завршен 4. маја 1983. уз помоћ 430 радника.

### Сунцобрани,Јапан-САД
План је био да имају жуте сунцобране постављене у Калифорнији и плаве у Јапану истовремено. У децембру 1990. године, после много припреме, прве челичне основе за сунцобране су инсталиране. Изложба је отворена 9. октобра 1991. године, 3 милиона људи посетили су изложбу. Сунцобрани су постали изузетна туристичка атракција. Дана 26. октобра 1991. године, један од кишобрана у Калифорнији срушен је од стране јаких ветрова, убивши једну жену и ранивши неколико других. Експонат је затворен одмах. Други смртни случај наступио је током уклањања сунцобрана.

#### Преко реке
Христо и Жан Клод најављују планове за будући пројекат под називом "преко реке" (Over the river), на реци Арканзас између Салидом, Колорада и Кенон града, Колорадо на источној падини Роки планина. 10,8 km рефлектујуће провидне тканине панела високо изнад воде на челичним кабловима усидреним на обалама реке. План ће се спровести током лета 2015. године, река ће остати отворена за рекреацију током радова. Инспирација за овај пројекат дошла је 1985. године када су паковали Понт Неуф. 1992. уметници су почели трогодишњу потрагу за одговарајућом локацијом. Они су изабрали реку Арканзас јер су њене обале довољно високе. Христо и Жан Клод биће финансијери пројекта "преко реке".

#### Мастаба
Мастаба је трапезоидна структура која броји више од 400.000 бурића нафте, 100 mi (160 km) од Абу Дабија. Уколико се то оствари биће једино трајно уметничко дело Христа и Жан Клод.

## Признања и награде
- (2011) Почасна диплома Occidental College
- (2011) Изабран у Националној академији за дизајн
- (2008) Награђен почасном дипломом са Franklin and Marshall College
- (2006) Најбољи пројекат у јавном простору за Central ParkNew York , 1979-2005, AICA USA награде
- (1973) Номинација за Оскара

## Галерија
- Аутограм оловком: Христо 1987. г. (без Ж-Клод)